# Stictoptera dala
Stictoptera dala là một loài bướm đêm trong họ Noctuidae.